# Wesel
Wesel er en grænseby i det vestlige Tyskland, på grænsen til Holland, ved stedet hvor floden Lippe når Rhinen. Byen havde 61.432 indbyggere i 2007 og er center for Kreis Wesel i delstaten Nordrhein-Westfalen.

## Historie
Byen stammer fra et gods som blev nævnt første gang i det ottende århundrede. I det 12. århundrede kom Wesel under hertugen af Cleves. I det 15. århundrede fik byen privilegier og blev medlem af Hansaen. I hertugdømmet Cleves stod Wesel kun tilbage for Köln som handelscenter i den nedre rhinregion.

### 2. verdenskrig
Mod slutningen af 2. verdenskrig blev Wesel et bombemål for De Allierede på grund af byens status som knudepunkt for vej, jernbane og pramtrafik. Om natten den 16., 17. og 19. februar 1945 blev byen massivt bombet og så godt som udslettet. Broerne over Rhinen og Lippe blev sprængt af Wehrmacht, blandt de sprængte broer var den 1,9 km lange jernbanebro over Rhinen. Den 23. marts kom Wesel under beskydning af over 3.000 kanoner som en forberedelse til Operation Plunder. Inden byen blev indtaget af allierede tropper var 97% af den ødelagt.

## Eksterne links
- Officielle hjemmeside for byen (tysk og engelsk)